# Leudal
Leudal (limburguès Leudaal) és un municipi de la província de Limburg, al sud-est dels Països Baixos. L'1 de gener del 2009 tenia 36.787 habitants repartits sobre una superfície de 164,86 km² (dels quals 1,98 km² corresponen a aigua). Limita al nord amb Nederweert, Meijel, Helden, Kessel i Beesel, a l'oest amb Weert, a l'est amb Roermond i al sud amb Kinrooi i Maasgow.

## Centres de població
| Nucli      | Població |
| ---------- | -------- |
| Heythuysen | 6420     |
| Haelen     | 4309     |
| Roggel     | 4126     |
| Horn       | 3972     |
| Neer       | 3449     |
| Baexem     | 2824     |
| Ittervoort | 1879     |
| Grathem    | 1785     |

| Nucli       | Població |
| ----------- | -------- |
| Ell         | 1505     |
| Neeritter   | 1359     |
| Kelpen-Oler | 1161     |
| Buggenum    | 940      |
| Hunsel      | 963      |
| Heibloem    | 890      |
| Nunhem      | 688      |
| Haler       | 505      |

## Administració
El consistori municipal consta de 25 membres, format des del 2006 per:
- CDA - 6
- Samen Verder - 5
- Ronduit Open - 4
- Nieuw Akkoord - 4
- Dorpen-Belang - 3
- VVD - 1
- Progressief Leudal - 1
- PvdA - 1